# Stilbopeziza
Stilbopeziza is een monotypisch geslacht van schimmels uit de orde Helotiales. Het bevat alleen Stilbopeziza yerbae.